# Třída El-Kasseh
Třída El-Kasseh je třída minolovek alžírského námořnictva. Jedná se o plavidla odvozená od finské třídy Katanpää, která je sama hluboce modernizovanou verzí italských minolovek třídy Lerici. Celkem byly objednány tři jednotky této třídy. Ve službě jsou od roku 2017.

## Stavba
Všechny minolovky této třídy staví italská loděnice Intermarine v La Spezii. Stavba prototypové jednotky proběhla v letech 2012–2017. Kontrakt ale byl zveřejněn teprve roku 2014, přičemž jeho součástí byla opce na stavbu druhé jednotky. Ještě na zbrojním veletrhu Euronaval 2014 loděnice Intermarine uváděla, že staví minolovku pro neupřesněného afrického zákazníka. Později bylo potvrzeno, že se jedná o Alžírsko. Stavba druhé jednotky byla zahájena roku 2016. Celkem byly objednány tři kusy.
Jednotky třídy El-Kasseh:
| Jméno             | Založení kýlu | Spuštěna          | Dodání            | Status  |
| ----------------- | ------------- | ----------------- | ----------------- | ------- |
| El-Kasseh 1 (501) | 2012          | 5. dubna 2016     | 30. září 2017     | aktivní |
| El-Kasseh 2 (502) | 2016          | 20. prosince 2018 | 16. prosince 2020 | aktivní |
| El-Kasseh 3 (503) |               | 8. července 2021  | 30. srpna 2022    | aktivní |

## Konstrukce
Trup plavidla je z plastových kompozitů. Na palubě nesou vlečný sonar od společnosti Klein Marine Systems. Hlavním prostředkem k likvidaci min je dron Gayrobot Pluto plus. Výzbroj tvoří jeden 40mm kanón ve věži na přídi. Pohonný systém tvoří dva diesely MTU 8V 396 TE74, každý o výkonu 1000 kW, pohánějící dva cykloidní pohony Voith-Schneider. Nejvyšší rychlost dosahuje nejméně 16 uzlů a dosah je 1500 námořních mil.